# Mombang Boru (Sibabangun)
Mombang Boru is een bestuurslaag in het regentschap Tapanuli Tengah van de provincie Noord-Sumatra, Indonesië. Mombang Boru telt 992 inwoners (volkstelling 2010).